# Giro de Italia 2012
La 95.ª edición del Giro de Italia se disputó entre el 5 de mayo y el 27 de mayo de 2012 sobre 3499,1 km, desde Herning (por primera vez en la historia de la carrera italiana, partió en Dinamarca) hasta Milán.
El ganador final fue Ryder Hesjedal. Le acompañaron en el podio Joaquim Rodríguez (vencedor de dos etapas y de la clasificación por puntos) y Thomas de Gendt (ganador de una etapa).
En las otras clasificacioens secundarias se impusieron Matteo Rabottini (montaña), Rigoberto Urán (jóvenes), Martijn Keizer (metas volantes), Lampre-ISD (equipos), Garmin-Barracuda (equipos por puntos) y Mark Cavendish (combatividad).

## Equipos participantes
Tomaron parte en la carrera 22 equipos: los 18 de categoría UCI ProTour (al ser obligada su participación); más 4 de categoría Profesional Continental mediante invitación de la organización (Androni Giocattoli-Venezuela, Colnago-CSF Inox, Farnese Vini-Selle Italia y Team NetApp). Formando así un pelotón de 198 ciclistas (cerca del límite de 200 ciclistas para carreras profesionales), con 9 corredores cada equipo, de los que acabaron 157 con 156 clasificados tras las desclasificación de Alex Rasmussen por saltarse varios controles antidopaje durante la temporada. Los equipos participantes fueron:
| ProTeams (18)- AG2R La Mondiale - Astana - BMC Racing Team - Euskaltel-Euskadi - FDJ-BigMat - Garmin-Barracuda - Katusha Team - Lampre-ISD - Liquigas-Cannondale - Lotto-Belisol - Movistar Team - Omega Pharma-Quick Step - Orica-GreenEDGE - Rabobank - RadioShack-Nissan - Saxo Bank - Sky - Vacansoleil - DCM Equipos continentales profesionales (4)- Androni Giocattoli-Venezuela - Colnago-CSF Inox - Farnese Vini-Selle Italia - NetApp |
| |

Como curiosidad, el Giro 2012 fue la primera carrera en la que el equipo hasta entonces llamado GreenEDGE Cycling Team corrió con su nueva denominación de Orica-GreenEDGE.

## Etapas
| Etapa      | Fecha     | Recorrido                           | type                     | Distancia (km) | Ganador              | Líder                |
| ---------- | --------- | ----------------------------------- | ------------------------ | -------------- | -------------------- | -------------------- |
| 1.ª etapa  | 5 de may  | Herning – Herning                   | contrarreloj individual  | 8,7            | Taylor Phinney       | Taylor Phinney       |
| 2.ª etapa  | 6 de may  | Herning – Herning                   | etapa llana              | 206            | Mark Cavendish       | Taylor Phinney       |
| 3.ª etapa  | 7 de may  | Horsens – Horsens                   | etapa llana              | 190            | Matthew Goss         | Taylor Phinney       |
|            | 8 de may  | Día de descanso                     | Día de descanso          |                |                      |                      |
| 4.ª etapa  | 9 de may  | Verona – Verona                     | contrarreloj por equipos | 33,2           | Garmin-Barracuda     | Ramūnas Navardauskas |
| 5.ª etapa  | 10 de may | Módena – Fano                       | etapa llana              | 209            | Mark Cavendish       | Ramūnas Navardauskas |
| 6.ª etapa  | 11 de may | Urbino – Porto Sant'Elpidio         | etapa escarpada          | 207            | Miguel Ángel Rubiano | Adriano Malori       |
| 7.ª etapa  | 12 de may | Recanati – Rocca di Cambio          | etapa escarpada          | 202            | Paolo Tiralongo      | Ryder Hesjedal       |
| 8.ª etapa  | 13 de may | Sulmona – Laceno                    | etapa escarpada          | 229            | Domenico Pozzovivo   | Ryder Hesjedal       |
| 9.ª etapa  | 14 de may | San Giorgio del Sannio – Frosinone  | etapa llana              | 171            | Fran Ventoso         | Ryder Hesjedal       |
| 10.ª etapa | 15 de may | Civitavecchia – Asís                | etapa escarpada          | 187            | Joaquim Rodríguez    | Joaquim Rodríguez    |
| 11.ª etapa | 16 de may | Asís – Montecatini Terme            | etapa llana              | 258            | Roberto Ferrari      | Joaquim Rodríguez    |
| 12.ª etapa | 17 de may | Seravezza – Sestri Levante          | etapa escarpada          | 155            | Lars Ytting Bak      | Joaquim Rodríguez    |
| 13.ª etapa | 18 de may | Savona – Cervere                    | etapa llana              | 121            | Mark Cavendish       | Joaquim Rodríguez    |
| 14.ª etapa | 19 de may | Cherasco – Breuil-Cervinia          | etapa de montaña         | 206            | Andrey Amador        | Ryder Hesjedal       |
| 15.ª etapa | 20 de may | Busto Arsizio – Piano dei Resinelli | etapa de montaña         | 172            | Matteo Rabottini     | Joaquim Rodríguez    |
|            | 21 de may | Día de descanso                     | Día de descanso          |                |                      |                      |
| 16.ª etapa | 22 de may | Limone sul Garda – Falzes           | etapa escarpada          | 174            | Ion Izagirre         | Joaquim Rodríguez    |
| 17.ª etapa | 23 de may | Falzes – Cortina d'Ampezzo          | etapa de montaña         | 187            | Joaquim Rodríguez    | Joaquim Rodríguez    |
| 18.ª etapa | 24 de may | San Vito di Cadore – Vedelago       | etapa llana              | 139            | Andrea Guardini      | Joaquim Rodríguez    |
| 19.ª etapa | 25 de may | Treviso – Pampeago                  | etapa de montaña         | 197            | Roman Kreuziger      | Joaquim Rodríguez    |
| 20.ª etapa | 26 de may | Caldes – Paso Stelvio               | etapa de montaña         | 218            | Thomas de Gendt      | Joaquim Rodríguez    |
| 21.ª etapa | 27 de may | Milán – Milán                       | contrarreloj individual  | 28             | Marco Pinotti        | Ryder Hesjedal       |

## Clasificaciones

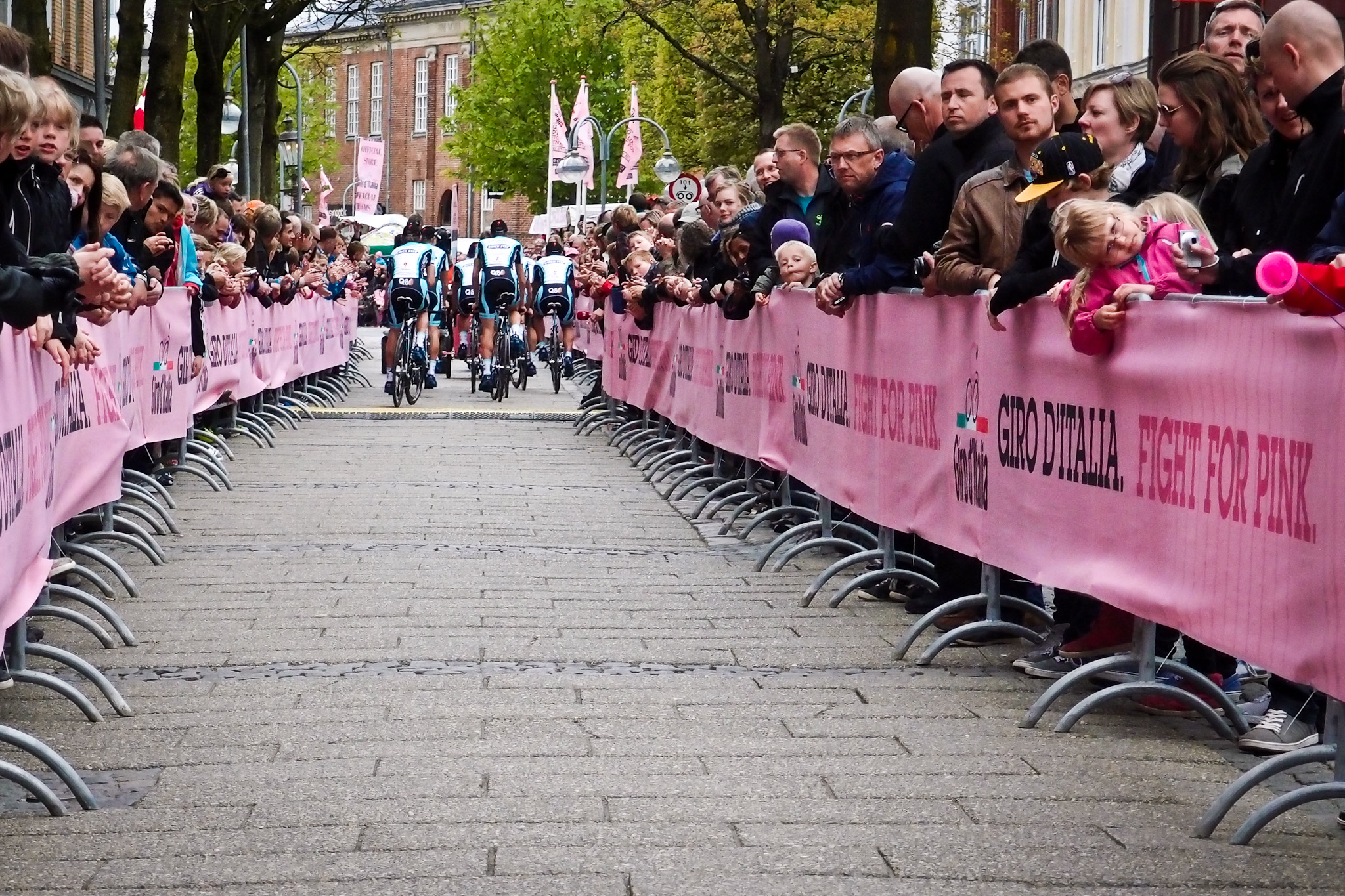
Giro de Italia 2012 en Herning.

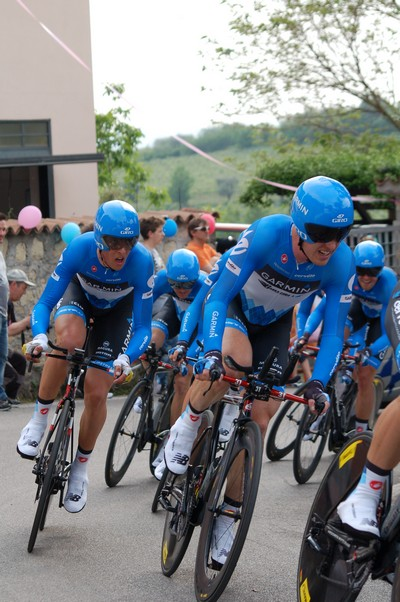
El equipo Garmin-Barracuda en la contrarreloj del Giro de Italia 2012.

### Clasificación general(Maglia Rosa)
| \| Clasificación general \| Clasificación general \| Clasificación general \| Clasificación general \| Clasificación general \| \| Ciclista \| Ciclista \| Equipo \| Tiempo \| \| \| --------------------- \| --------------------- \| ----------------------- \| --------------------- \| --------------------- \| \| 1.º \| Ryder Hesjedal \| Garmin-Barracuda \| 90 h 39 min 02 s \| \| \| 2.º \| Joaquim Rodríguez \| Katusha \| + 16 s \| \| \| 3.º \| Thomas de Gendt \| Vacansoleil-DCM \| + 1 min 39 s \| \| \| 4.º \| Michele Scarponi \| Lampre-ISD \| + 2 min 05 s \| \| \| 5.º \| Ivan Basso \| Liquigas-Cannondale \| + 3 min 44 s \| \| \| 6.º \| Damiano Cunego \| Lampre-ISD \| + 4 min 40 s \| \| \| 7.º \| Rigoberto Urán \| Team Sky \| + 5 min 57 s \| \| \| 8.º \| Domenico Pozzovivo \| Colnago-CSF Inox \| + 6 min 28 s \| \| \| 9.º \| Sergio Luis Henao \| Team Sky \| + 7 min 50 s \| \| \| 10.º \| Mikel Nieve \| Euskaltel-Euskadi \| + 8 min 08 s \| \| \| 11.º \| John Gadret \| AG2R La Mondiale \| + 9 min 12 s \| \| \| 12.º \| Dario Cataldo \| Omega Pharma-Quick Step \| + 11 min 59 s \| \| \| 13.º \| Gianluca Brambilla \| Colnago-CSF Inox \| + 14 min 20 s \| \| \| 14.º \| Johann Tschopp \| BMC Racing Team \| + 14 min 27 s \| \| \| 15.º \| Roman Kreuziger \| Astana \| + 19 min 58 s \| \| \| 16.º \| Hubert Dupont \| AG2R La Mondiale \| + 20 min 59 s \| \| \| 17.º \| Marzio Bruseghin \| Movistar Team \| + 25 min 39 s \| \| \| 18.º \| Sergio Pardilla \| Movistar Team \| + 29 min 19 s \| \| \| 19.º \| Francis De Greef \| Lotto-Belisol \| + 35 min 00 s \| \| \| 20.º \| Dani Moreno \| Katusha \| + 36 min 17 s \| \| \| 21.º \| Diego Ulissi \| Lampre-ISD \| + 37 min 17 s \| \| \| 22.º \| Christian Vande Velde \| Garmin-Barracuda \| + 38 min 23 s \| \| \| 23.º \| Paolo Tiralongo \| Astana \| + 41 min 36 s \| \| \| 24.º \| Damiano Caruso \| Liquigas-Cannondale \| + 49 min 45 s \| \| \| 25.º \| Sandy Casar \| FDJ-BigMat \| + 49 min 57 s \| \| |                       |                         |                  |
| |                       |                         |                  |
| Fuente: ProCyclingStats |                       |                         |                  |
| Clasificación general |                       |                         |                  |
| Ciclista | Ciclista              | Equipo                  | Tiempo           |
| 1.º | Ryder Hesjedal        | Garmin-Barracuda        | 90 h 39 min 02 s |
| 2.º | Joaquim Rodríguez     | Katusha                 | + 16 s           |
| 3.º | Thomas de Gendt       | Vacansoleil-DCM         | + 1 min 39 s     |
| 4.º | Michele Scarponi      | Lampre-ISD              | + 2 min 05 s     |
| 5.º | Ivan Basso            | Liquigas-Cannondale     | + 3 min 44 s     |
| 6.º | Damiano Cunego        | Lampre-ISD              | + 4 min 40 s     |
| 7.º | Rigoberto Urán        | Team Sky                | + 5 min 57 s     |
| 8.º | Domenico Pozzovivo    | Colnago-CSF Inox        | + 6 min 28 s     |
| 9.º | Sergio Luis Henao     | Team Sky                | + 7 min 50 s     |
| 10.º | Mikel Nieve           | Euskaltel-Euskadi       | + 8 min 08 s     |
| 11.º | John Gadret           | AG2R La Mondiale        | + 9 min 12 s     |
| 12.º | Dario Cataldo         | Omega Pharma-Quick Step | + 11 min 59 s    |
| 13.º | Gianluca Brambilla    | Colnago-CSF Inox        | + 14 min 20 s    |
| 14.º | Johann Tschopp        | BMC Racing Team         | + 14 min 27 s    |
| 15.º | Roman Kreuziger       | Astana                  | + 19 min 58 s    |
| 16.º | Hubert Dupont         | AG2R La Mondiale        | + 20 min 59 s    |
| 17.º | Marzio Bruseghin      | Movistar Team           | + 25 min 39 s    |
| 18.º | Sergio Pardilla       | Movistar Team           | + 29 min 19 s    |
| 19.º | Francis De Greef      | Lotto-Belisol           | + 35 min 00 s    |
| 20.º | Dani Moreno           | Katusha                 | + 36 min 17 s    |
| 21.º | Diego Ulissi          | Lampre-ISD              | + 37 min 17 s    |
| 22.º | Christian Vande Velde | Garmin-Barracuda        | + 38 min 23 s    |
| 23.º | Paolo Tiralongo       | Astana                  | + 41 min 36 s    |
| 24.º | Damiano Caruso        | Liquigas-Cannondale     | + 49 min 45 s    |
| 25.º | Sandy Casar           | FDJ-BigMat              | + 49 min 57 s    |

### Clasificación por puntos(Maglia rosso passione)
| Clasificación por puntos | Clasificación por puntos | Clasificación por puntos | Clasificación por puntos | Clasificación por puntos |
| Ciclista                 | Ciclista                 | Equipo                   | Puntos                   |                          |
| ------------------------ | ------------------------ | ------------------------ | ------------------------ | ------------------------ |
| 1.º                      | Joaquim Rodríguez        | Katusha                  | 139 pts                  |                          |
| 2.º                      | Mark Cavendish           | Team Sky                 | 138 pts                  |                          |
| 3.º                      | Ryder Hesjedal           | Garmin-Barracuda         | 113 pts                  |                          |
| 4.º                      | Michele Scarponi         | Lampre-ISD               | 81 pts                   |                          |
| 5.º                      | Domenico Pozzovivo       | Colnago-CSF Inox         | 80 pts                   |                          |
| 6.º                      | Thomas de Gendt          | Vacansoleil-DCM          | 76 pts                   |                          |
| 7.º                      | Ivan Basso               | Liquigas-Cannondale      | 58 pts                   |                          |
| 8.º                      | Alexander Kristoff       | Katusha                  | 58 pts                   |                          |
| 9.º                      | Geraint Thomas           | Team Sky                 | 53 pts                   |                          |
| 10.º                     | Andrey Amador            | Movistar Team            | 52 pts                   |                          |

### Clasificación de la montaña(Maglia Azzurra)
| Clasificación de la montaña | Clasificación de la montaña | Clasificación de la montaña  | Clasificación de la montaña | Clasificación de la montaña |
| Ciclista                    | Ciclista                    | Equipo                       | Puntos                      |                             |
| --------------------------- | --------------------------- | ---------------------------- | --------------------------- | --------------------------- |
| 1.º                         | Matteo Rabottini            | Farnese Vini-Selle Italia    | 84 pts                      |                             |
| 2.º                         | Stefano Pirazzi             | Colnago-CSF Inox             | 44 pts                      |                             |
| 3.º                         | Andrey Amador               | Movistar Team                | 43 pts                      |                             |
| 4.º                         | Michał Gołaś                | Omega Pharma-Quick Step      | 34 pts                      |                             |
| 5.º                         | Domenico Pozzovivo          | Colnago-CSF Inox             | 26 pts                      |                             |
| 6.º                         | Jan Bárta                   | NetApp                       | 24 pts                      |                             |
| 7.º                         | Miguel Ángel Rubiano        | Androni Giocattoli-Venezuela | 24 pts                      |                             |
| 8.º                         | Ryder Hesjedal              | Garmin-Barracuda             | 24 pts                      |                             |
| 9.º                         | Joaquim Rodríguez           | Katusha                      | 23 pts                      |                             |
| 10.º                        | Thomas de Gendt             | Vacansoleil-DCM              | 21 pts                      |                             |

### Clasificación de los jóvenes(Maglia Bianca)
| Clasificación del mejor joven | Clasificación del mejor joven | Clasificación del mejor joven | Clasificación del mejor joven | Clasificación del mejor joven |
| Ciclista                      | Ciclista                      | Equipo                        | Tiempo                        |                               |
| ----------------------------- | ----------------------------- | ----------------------------- | ----------------------------- | ----------------------------- |
| 1.º                           | Rigoberto Urán                | Team Sky                      | 91 h 44 min 59 s              |                               |
| 2.º                           | Sergio Luis Henao             | Team Sky                      | + 1 min 53 s                  |                               |
| 3.º                           | Gianluca Brambilla            | Colnago-CSF Inox              | + 8 min 23 s                  |                               |
| 4.º                           | Diego Ulissi                  | Lampre-ISD                    | + 31 min 20 s                 |                               |
| 5.º                           | Damiano Caruso                | Liquigas-Cannondale           | + 43 min 48 s                 |                               |
| 6.º                           | Tanel Kangert                 | Astana                        | + 44 min 52 s                 |                               |
| 7.º                           | Peter Stetina                 | Garmin-Barracuda              | + 48 min 28 s                 |                               |
| 8.º                           | Tom Slagter                   | Rabobank                      | + 51 min 27 s                 |                               |
| 9.º                           | Stefano Pirazzi               | Colnago-CSF Inox              | + 1 h 35 min 00 s             |                               |
| 10.º                          | Ion Izagirre                  | Euskaltel-Euskadi             | + 1 h 42 min 57 s             |                               |

### Clasificación de las metas volantes(Premio traguardi volanti)
| Clasificación de las metas volantes | Clasificación de las metas volantes | Clasificación de las metas volantes | Clasificación de las metas volantes | Clasificación de las metas volantes |
| Ciclista                            | Ciclista                            | Equipo                              | Puntos                              |                                     |
| ----------------------------------- | ----------------------------------- | ----------------------------------- | ----------------------------------- | ----------------------------------- |
| 1.º                                 | Martijn Keizer                      | Vacansoleil-DCM                     | 25 pts                              |                                     |
| 2.º                                 | Mark Cavendish                      | Team Sky                            | 18 pts                              |                                     |
| 3.º                                 | Miguel Mínguez                      | Euskaltel-Euskadi                   | 13 pts                              |                                     |
| 4.º                                 | Matteo Rabottini                    | Farnese Vini-Selle Italia           | 11 pts                              |                                     |
| 5.º                                 | Manuele Boaro                       | Saxo Bank                           | 8 pts                               |                                     |

### Clasificación por equipos por tiempos(Trofeo fast team)
| Clasificación por equipos | Clasificación por equipos | Clasificación por equipos | Clasificación por equipos |
| Equipo                    | Equipo                    | Tiempo                    |                           |
| ------------------------- | ------------------------- | ------------------------- | ------------------------- |
| 1.º                       | Lampre-ISD                | 274 h 19 min 46 s         |                           |
| 2.º                       | Movistar Team             | + 10 min 53 s             |                           |
| 3.º                       | Sky                       | + 37 min 07 s             |                           |
| 4.º                       | Astana                    | + 43 min 12 s             |                           |
| 5.º                       | Garmin-Barracuda          | + 51 min 52 s             |                           |
| 6.º                       | Liquigas-Cannondale       | + 54 min 09 s             |                           |
| 7.º                       | Euskaltel-Euskadi         | + 56 min 27 s             |                           |
| 8.º                       | Colnago-CSF Inox          | + 1 h 10 min 25 s         |                           |
| 9.º                       | AG2R La Mondiale          | + 1 h 22 min 12 s         |                           |
| 10.º                      | Katusha Team              | + 1 h 30 min 51 s         |                           |

### Otras clasificaciones

#### Clasificación por equipos por puntos(Trofeo super team)
| Clasificación por equipos | Clasificación por equipos | Clasificación por equipos | Clasificación por equipos |
| Equipo                    | Equipo                    | Puntos                    |                           |
| ------------------------- | ------------------------- | ------------------------- | ------------------------- |
| 1.º                       | Garmin-Barracuda          | 363 pts                   |                           |
| 2.º                       | Sky                       | 345 pts                   |                           |
| 3.º                       | Katusha Team              | 301 pts                   |                           |
| 4.º                       | Colnago-CSF Inox          | 253 pts                   |                           |
| 5.º                       | Omega Pharma-Quick Step   | 244 pts                   |                           |

- Clasificación de la combatividad:  Mark Cavendish (44 Pts)
- Clasificación azzurri d'Italia:[11]  Mark Cavendish (14 Pts)
- Clasificación fuga cervelo:[12]  Olivier Kaisen (683 Pts)
- Premio al juego limpio - Premio al fair-play:  Omega Pharma-Quick Step (20 Pts)
- Cima Coppi:[13]  Thomas de Gendt

## Evolución de las clasificaciones
| Etapa                   |                          | Ganador _            | Clasificación general | Puntos            | Montaña              | Metas volantes _     | Jóvenes              | Equipo _            | Equipo puntos _  |
| ----------------------- | ------------------------ | -------------------- | --------------------- | ----------------- | -------------------- | -------------------- | -------------------- | ------------------- | ---------------- |
| 1.ª etapa               | contrarreloj individual  | Taylor Phinney       | Taylor Phinney        | Taylor Phinney    | no otorgado          | no otorgado          | Taylor Phinney       | Garmin-Barracuda    | Garmin-Barracuda |
| 2.ª etapa               | etapa llana              | Mark Cavendish       | Taylor Phinney        | Mark Cavendish    | Alfredo Balloni      | Miguel Ángel Rubiano | Taylor Phinney       | Garmin-Barracuda    | no otorgado      |
| 3.ª etapa               | etapa llana              | Matthew Goss         | Taylor Phinney        | Matthew Goss      | Alfredo Balloni      | Miguel Ángel Rubiano | Taylor Phinney       | Garmin-Barracuda    | no otorgado      |
| 4.ª etapa               | contrarreloj por equipos | Garmin-Barracuda     | Ramūnas Navardauskas  | Matthew Goss      | Alfredo Balloni      | Miguel Ángel Rubiano | Ramūnas Navardauskas | Garmin-Barracuda    | no otorgado      |
| 5.ª etapa               | etapa llana              | Mark Cavendish       | Ramūnas Navardauskas  | Matthew Goss      | Alfredo Balloni      | Olivier Kaisen       | Ramūnas Navardauskas | Garmin-Barracuda    | no otorgado      |
| 6.ª etapa               | etapa escarpada          | Miguel Ángel Rubiano | Adriano Malori        | Matthew Goss      | Miguel Ángel Rubiano | Olivier Kaisen       | Adriano Malori       | Garmin-Barracuda    | no otorgado      |
| 7.ª etapa               | etapa escarpada          | Paolo Tiralongo      | Ryder Hesjedal        | Matthew Goss      | Miguel Ángel Rubiano | Olivier Kaisen       | Damiano Caruso       | Garmin-Barracuda    | no otorgado      |
| 8.ª etapa               | etapa escarpada          | Domenico Pozzovivo   | Ryder Hesjedal        | Matthew Goss      | Miguel Ángel Rubiano | Olivier Kaisen       | Damiano Caruso       | Liquigas-Cannondale | no otorgado      |
| 9.ª etapa               | etapa llana              | Fran Ventoso         | Ryder Hesjedal        | Matthew Goss      | Miguel Ángel Rubiano | Martijn Keizer       | Damiano Caruso       | Liquigas-Cannondale | no otorgado      |
| 10.ª etapa              | etapa escarpada          | Joaquim Rodríguez    | Joaquim Rodríguez     | Matthew Goss      | Miguel Ángel Rubiano | Martijn Keizer       | Damiano Caruso       | Liquigas-Cannondale | no otorgado      |
| 11.ª etapa              | etapa llana              | Roberto Ferrari      | Joaquim Rodríguez     | Mark Cavendish    | Miguel Ángel Rubiano | Martijn Keizer       | Damiano Caruso       | Liquigas-Cannondale | no otorgado      |
| 12.ª etapa              | etapa escarpada          | Lars Ytting Bak      | Joaquim Rodríguez     | Mark Cavendish    | Michał Gołaś         | Martijn Keizer       | Damiano Caruso       | Movistar Team       | no otorgado      |
| 13.ª etapa              | etapa llana              | Mark Cavendish       | Joaquim Rodríguez     | Mark Cavendish    | Michał Gołaś         | Martijn Keizer       | Damiano Caruso       | Movistar Team       | no otorgado      |
| 14.ª etapa              | etapa de montaña         | Andrey Amador        | Ryder Hesjedal        | Mark Cavendish    | Michał Gołaś         | Martijn Keizer       | Rigoberto Urán       | Movistar Team       | no otorgado      |
| 15.ª etapa              | etapa de montaña         | Matteo Rabottini     | Joaquim Rodríguez     | Mark Cavendish    | Matteo Rabottini     | Martijn Keizer       | Sergio Luis Henao    | Movistar Team       | no otorgado      |
| 16.ª etapa              | etapa escarpada          | Ion Izagirre         | Joaquim Rodríguez     | Mark Cavendish    | Matteo Rabottini     | Martijn Keizer       | Sergio Luis Henao    | Movistar Team       | no otorgado      |
| 17.ª etapa              | etapa de montaña         | Joaquim Rodríguez    | Joaquim Rodríguez     | Mark Cavendish    | Matteo Rabottini     | Martijn Keizer       | Rigoberto Urán       | Movistar Team       | no otorgado      |
| 18.ª etapa              | etapa llana              | Andrea Guardini      | Joaquim Rodríguez     | Mark Cavendish    | Mark Cavendish       | Martijn Keizer       | Rigoberto Urán       | Movistar Team       | no otorgado      |
| 19.ª etapa              | etapa de montaña         | Roman Kreuziger      | Joaquim Rodríguez     | Mark Cavendish    | Matteo Rabottini     | Martijn Keizer       | Rigoberto Urán       | Movistar Team       | no otorgado      |
| 20.ª etapa              | etapa de montaña         | Thomas de Gendt      | Joaquim Rodríguez     | Joaquim Rodríguez | Matteo Rabottini     | Martijn Keizer       | Rigoberto Urán       | Lampre-ISD          | no otorgado      |
| 21.ª etapa              | contrarreloj individual  | Marco Pinotti        | Ryder Hesjedal        | Joaquim Rodríguez | Matteo Rabottini     | Martijn Keizer       | Rigoberto Urán       | Lampre-ISD          | Garmin-Barracuda |
| Clasificaciones finales | Clasificaciones finales  |                      | Ryder Hesjedal        | Joaquim Rodríguez | Matteo Rabottini     | Martijn Keizer       | Rigoberto Urán       | Lampre-ISD          | Garmin-Barracuda |

## Modificación de kilometrajes
Al igual que en la pasada edición se hicieron cambios en el kilometraje de las etapas pocos días antes de disputarse e incluso durante la disputa de las mismas. Aunque estos fueron testimoniales y apenas afectaron al transcurso normal de la carrera.
Así, la 11.ª etapa, la más larga de la ronda, se aumentó a 3 km más durante en transcurso de la misma disputándose finalmente sobre 258 km. Además, la contrarreloj final se acortó un día antes en 1,8 km debido a problemas en la pavimentación de una de las calles.